# Ухта (приток Ижмы)
Ухта́ — река в Республике Коми, левый приток реки Ижмы (бассейн Печоры). На реке Ухте начата первая в России добыча нефти.

## Название
На языке финно-угорских народов ухта означает «протока, река»
Одна из древних фиксаций этого гидронима имеется в «Книге Большому Чертежу» (1627) — «река Ухна и пала в реку в Ыжму».

## География

Бассейн Печоры

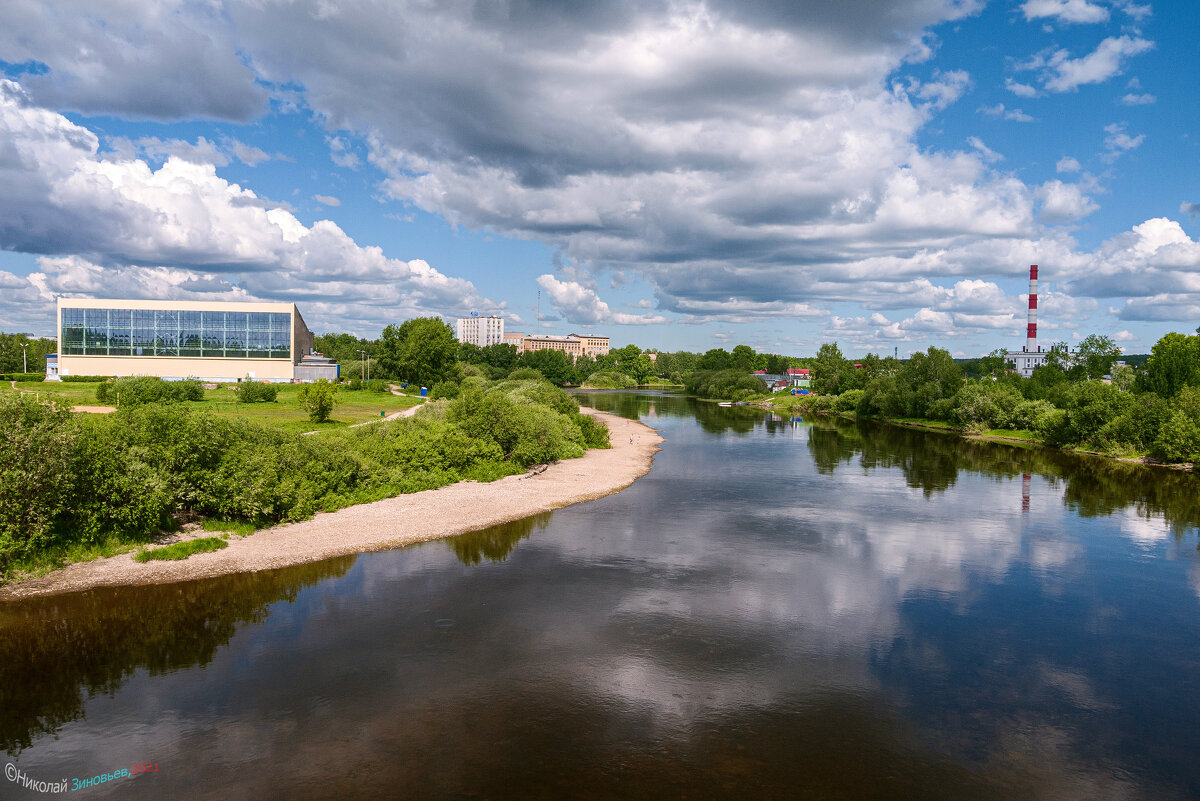
Река Ухта в городе Ухте. Июнь 2021 года

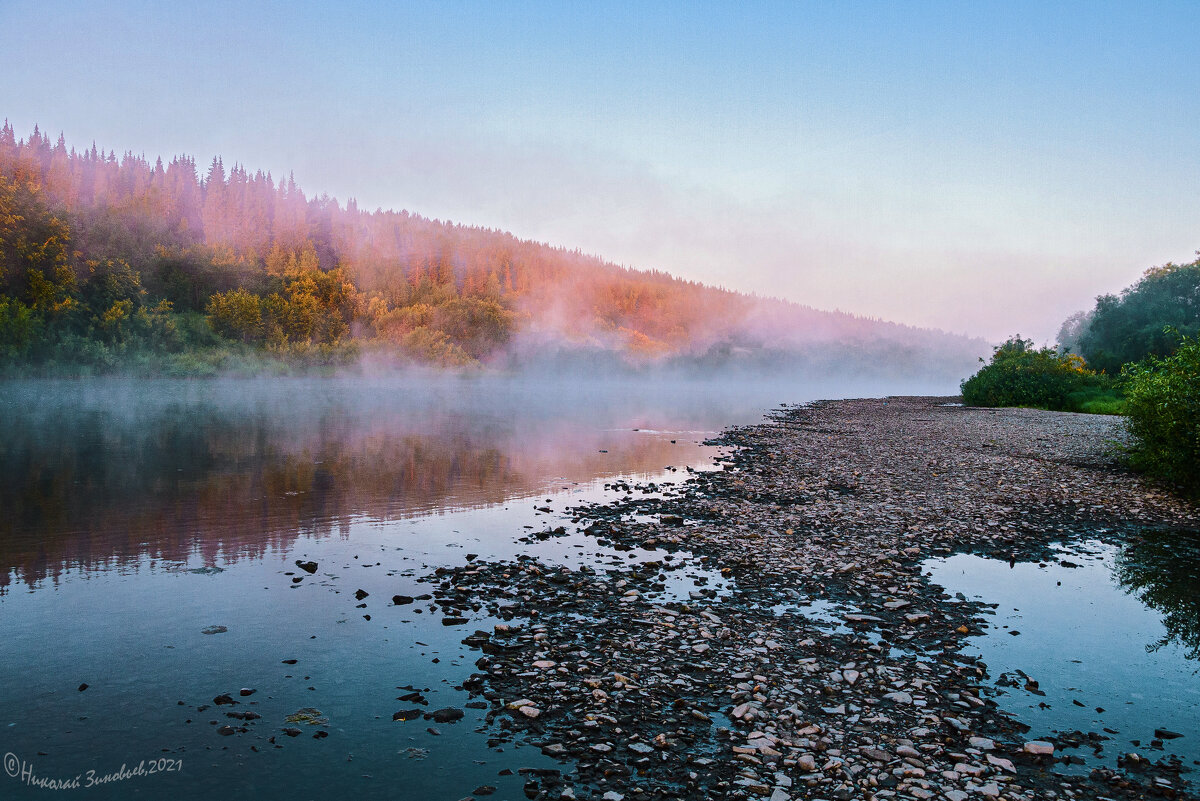
Раннее утро на реке Ухте, каменистый пляж. Июль 2021.

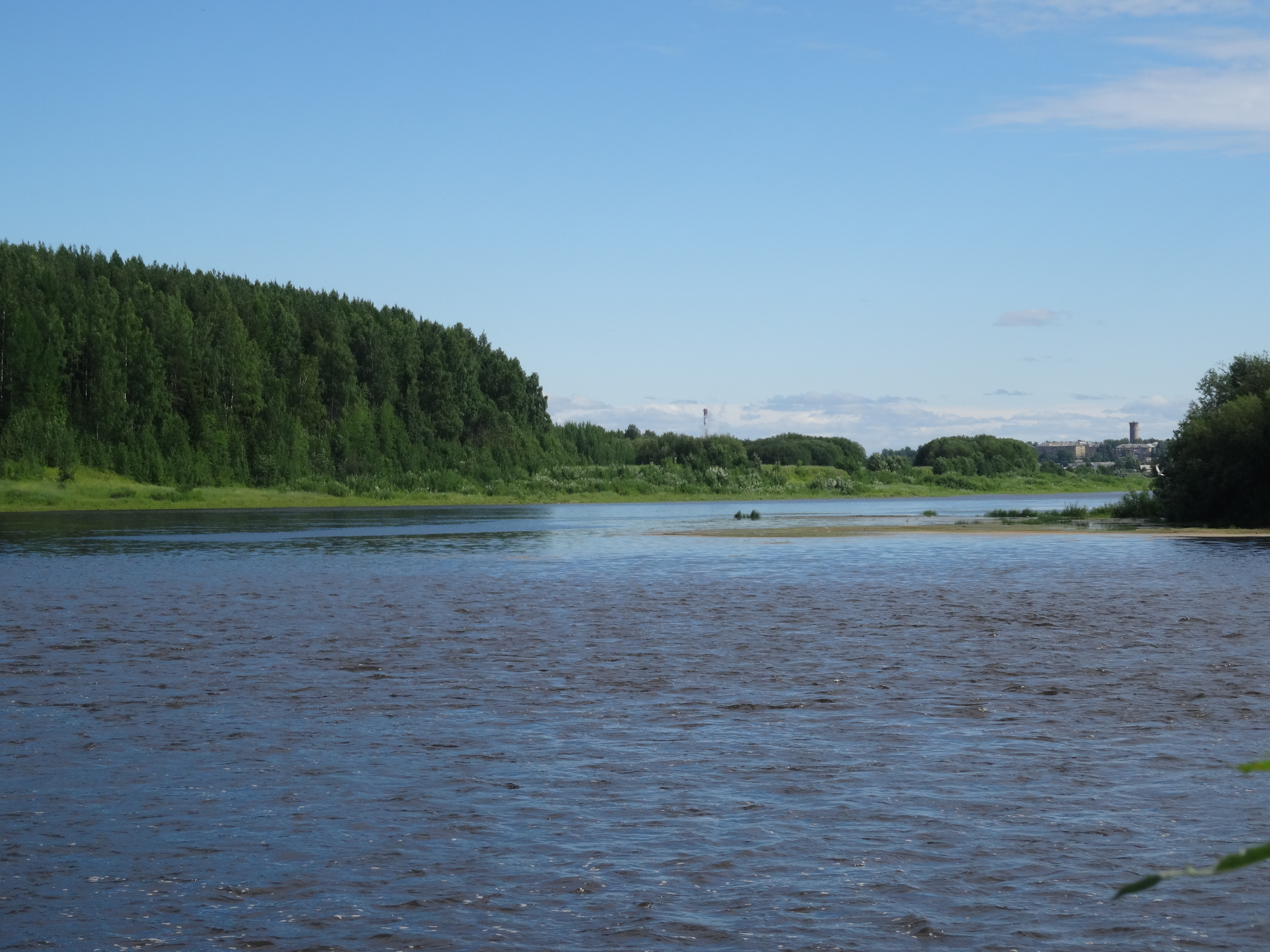
Устье реки Ухты у села Усть-Ухта

Длина — 199 км (c Ухта (Войвож) — 228 км), площадь бассейна — 4510 км². Ширина реки до 60—100 м, глубина 0,7—2,0 м, скорости течения 0,6—0,8 м/с.
Питание смешанное, с преобладанием снегового. Среднегодовой расход воды в 13 км от устья — 48,9 м³/с, наибольшего весеннего половодья — 957 м³/с, наименьшего зимнего — 8,58 м³/с.
Замерзает в начале ноября, вскрывается в конце апреля — мае. Половодье с апреля по июнь.
Высота истока — 173,5 м над уровнем моря. Ухта образуется от слияния рек Ухта (Войвож) (длина 29 км) и Ухта (Лунвож) (длина 29 км), которые берут начало с восточных отрогов Тиманского кряжа на высоте 240 и 210 м.
Русло реки на всём протяжении изобилует порогами и каменистыми перекатами. Ранее по реке проводился сплав леса.
Главные притоки Ухты: Лоим (27 км), Чуть (Чутта, 48 км) — левые, Тобысь (106 км) — правый. Рельеф водосбора Ухты — пологоувалистое, холмистое плато, расчленённое реками и ручьями. Водораздельные пространства — плоские заболоченные равнины, чередующиеся с холмистыми возвышенностями с абсолютными отметками до 140—160 м. Бассейн Ухты сложен палеозойскими породами девонского и пермского возраста.
До впадения правого притока Тобысь Ухта течёт преимущественно с севера на юг по лесистой малонаселённой местности. В верхнем течении до устья реки Ыджыдъёль Ухта пересекает область распространения каменноугольных известняков и глинистых сланцев. Пойма отсутствует, берега высотой до 20—30 м, скорости течения 0,7—0,8 м/с, уклон русла 0,5 м/км.
Ниже до впадения справа реки Улысъёль Ухта прорезает девонские песчаники. На отдельных участках развита пойма, высота берегов до 20 м, скорости течения до 0,7 м/с. Ниже до устья реки Тобысь Ухта своими излучинами пересекает то пермские, то каменноугольные отложения. На этом участке местами развита пойма, однако берега преимущественно крутые и обрывистые, высотой до 20—30 м.
Ниже впадения реки Тобысь (87 км от устья Ухты) Ухта круто поворачивает на восток и удерживает это направление до устья. У устья реки Ручъёль (59 км от устья Ухты) находится большой перекат Караёль-Кось. Ниже впадения реки Чуть (35 км от устья Ухты) в русле много порогов, затрудняющих судоходство.

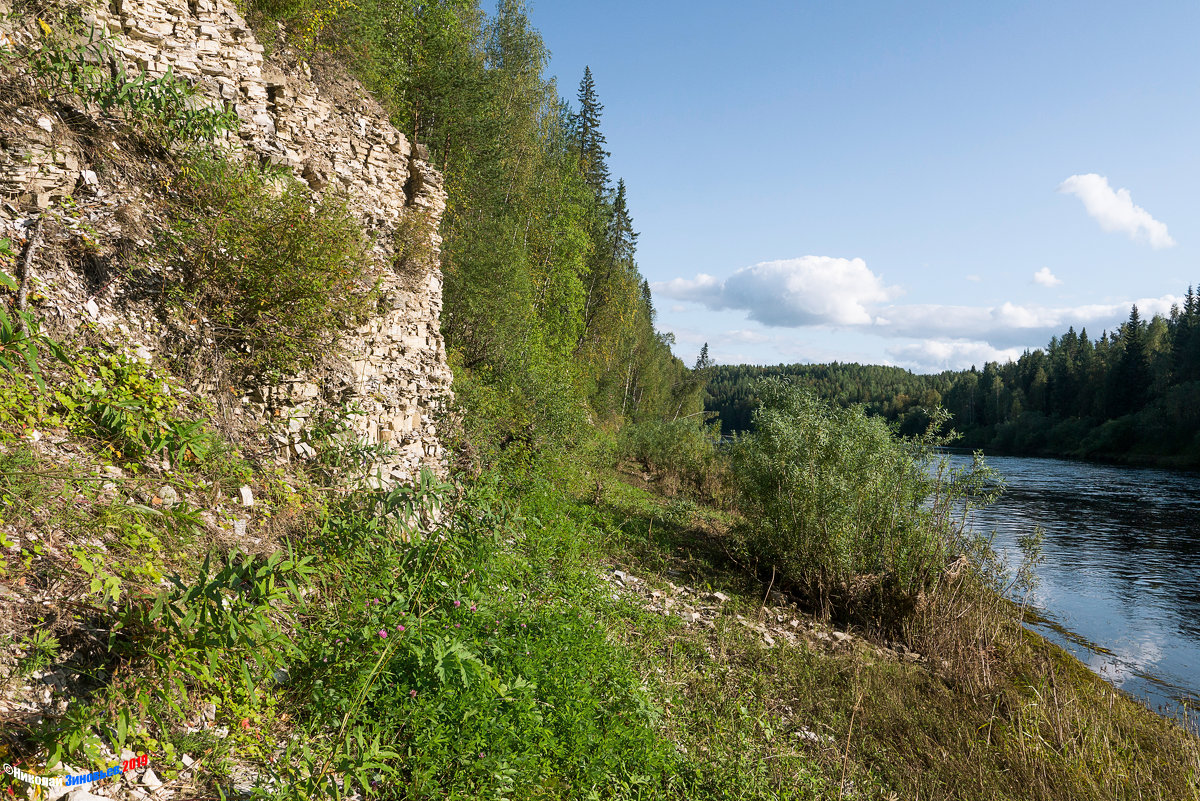
Скальные выходы Тиманского кряжа на реке Ухта. Август 2019

На участке от устья реки Крохаль до реки Доманик долина сужается. Берега обрывистые и высокие, скорости течения около 0,7 м/с. Вблизи впадения реки Доманик (21 км от устья Ухты) в русле находится наиболее крутой и быстрый порог. Ниже долина реки расширяется, склоны становятся пологими. Пойма, в основном левобережная, занята лугами, русло реки извилистое, песчано-гравелитовое.
В нижнем течении последовательно протекает через посёлок Водный, посёлок Шудаяг, город Ухту и рядом с городом Сосногорском (в селе Усть-Ухта) впадает в Ижму.
Всё верхнее течение Ухты и крупные притоки впервые (1889 год) заснял геолог Н. И. Лебедев во время Тиманской экспедиции Геологического комитета 1889—1890 годов.

## Притоки

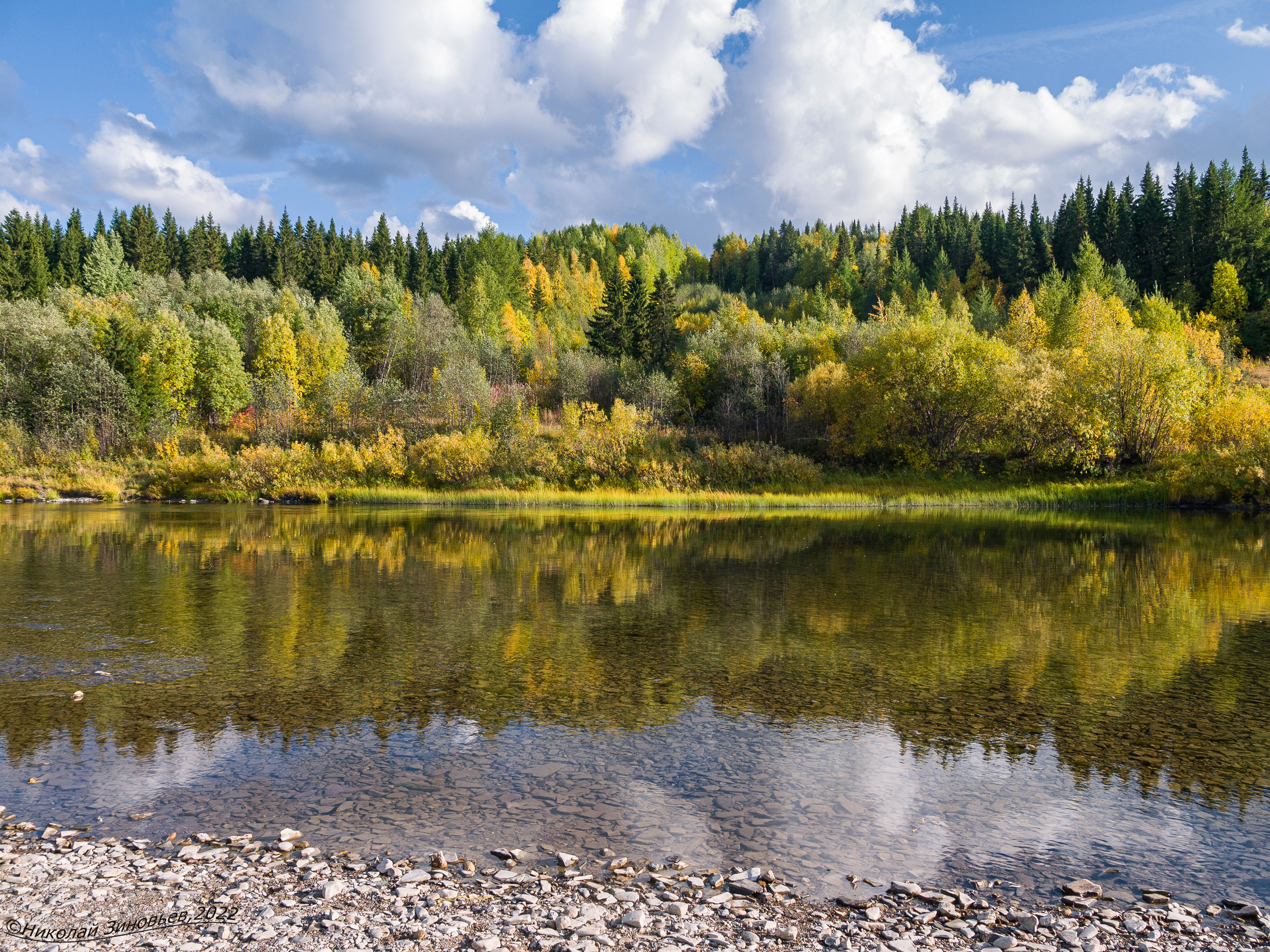
Осень на реке Ухта в черте города, перекат. Бывший заброшенный и заросший лыжный спуск

(км от устья)
- Кобыла-Шор (лв)
- Ветласянъёль (пр)
- 13 км: Чибью (лв)
- 21 км: Доманик (пр)
- 30 км: Крохаль (лв)
- 35 км: Чуть (лв)
- 37 км: Ярега (пр)
- 41 км: Половинный-Ёль (пр)
- 43 км: Нефть-Ёль (пр)
- Герд-Ёль (лв)
- Сюзаюраёль (пр)
- 59 км: Ручъёль (пр)
- Караёль 1-й (пр)
- Караёль 2-й (пр)
- Кушъёль (лв)
- Лопшаёль (лв)
- Дингамъёль (лв)
- 87 км: Тобысь (пр)
- Кабать (пр)
- 100 км: Нижний Сухой (пр)
- Верхний Сухой (пр)
- 104 км: Ваповка (лв)
- Улысъёль (пр)
- Омлагъёль (пр)
- 146 км: Лоим (лв)
- Лёскаёль (лв)
- Родник-Ёль (пр)
- 170 км: Ыджыдъёль (пр)
- 194 км: Симвож (лв)
- 198 км: Кушъёль (пр)
- 199 км: Ухта (Войвож) (лв)
- 199 км: Ухта (Лунвож) (пр)

## Хозяйственное использование
С древних лет по рекам Выми, Ухте и Ижме проходил водный путь, имевший важное значение для развития торговли России с Печорским Севером. Один волок связывал вымский приток Шомвукву с рекой Ухтой (около впадения реки Улысъёль), другой — река Чиньяворык (бассейн Выми) — с рекой Тобысь (приток Ухты).
В бассейне Ухты разнообразные полезные ископаемые: нефть, бокситы, титан, горючие сланцы, известняки, мергели, песок, гравий, глина кирпичная. На реке расположен город Ухта — центр нефтяной и нефтеперерабатывающей промышленности республики. В посёлке Ярега ведётся добыча тяжёлой нефти шахтным способом.
В бассейне Ухты находятся Чутьинский комплексный заказник, три геологических памятника природы (Нефтьёльский, Чутьинский, Ухтинский).